# Cremanium
Cremanium là chi thực vật có hoa trong họ Mua.